# Gerardo Lugo
Gerardo Lugo (13 marzo 1955) è un ex calciatore messicano, di ruolo centrocampista.

## Carriera
Con la Nazionale messicana ha preso parte al campionato del mondo 1978, tenutosi in Argentina.